# 马萨亚火山
马萨亚火山（Masaya）是一座位于尼加拉瓜馬納瓜以南20km的破火山口，尼加拉瓜政府在这里建立了本国最早也是最大的国家公园。